# Хо-Ки
Тип 1 Хо-Ки (一 式 装甲兵 車 ホ キ Isshiki Sōkōheishahoki Ho-Ki) 一 японский гусеничный бронетранспортёр, применявшийся Императорской армией Японии в годы Второй мировой войны.

## История
Тип 1 Хо-Ки был разработан по запросу армии на тяжелый бронированный артиллерийский тягач, который также мог бы служить в качестве бронетранспортёра. Разработка как гусеничных, так и полугусеничных БТР началась в 1941 году. Обе версии были обозначены как «Тип 1» (см. Тип 1 Хо-Ха).
Полностью гусеничный Type 1 Ho-Ki производился на заводе Hino Motors, но в небольших количествах. Хотя японская армия использовала механизированные пехотные формирования в Китае с середины 1930-х годов, общее мнение армейских командиров сводилось к тому, что бронетранспортеры были слишком медленными в сравнении с обычными грузовиками и тем самым не могли соответствовать по скорости, необходимой для тактики современной пехоты. Кроме того, с приоритетами японского военного производства, сосредоточенными на боевых самолетах, военных кораблях и других наступательных вооружениях, большинство экспериментальных конструкций БТР так и остались в виде прототипов. К тому времени, когда Type 1 Ho-Ki вступил в массовое производство в 1944 году, ресурсов для производства стало недостаточно, а большая часть японской промышленной инфраструктуры была разрушена американскими бомбардировками. Общее количество произведенных за всё время производства машин составило 501 единицу.

## Конструкция

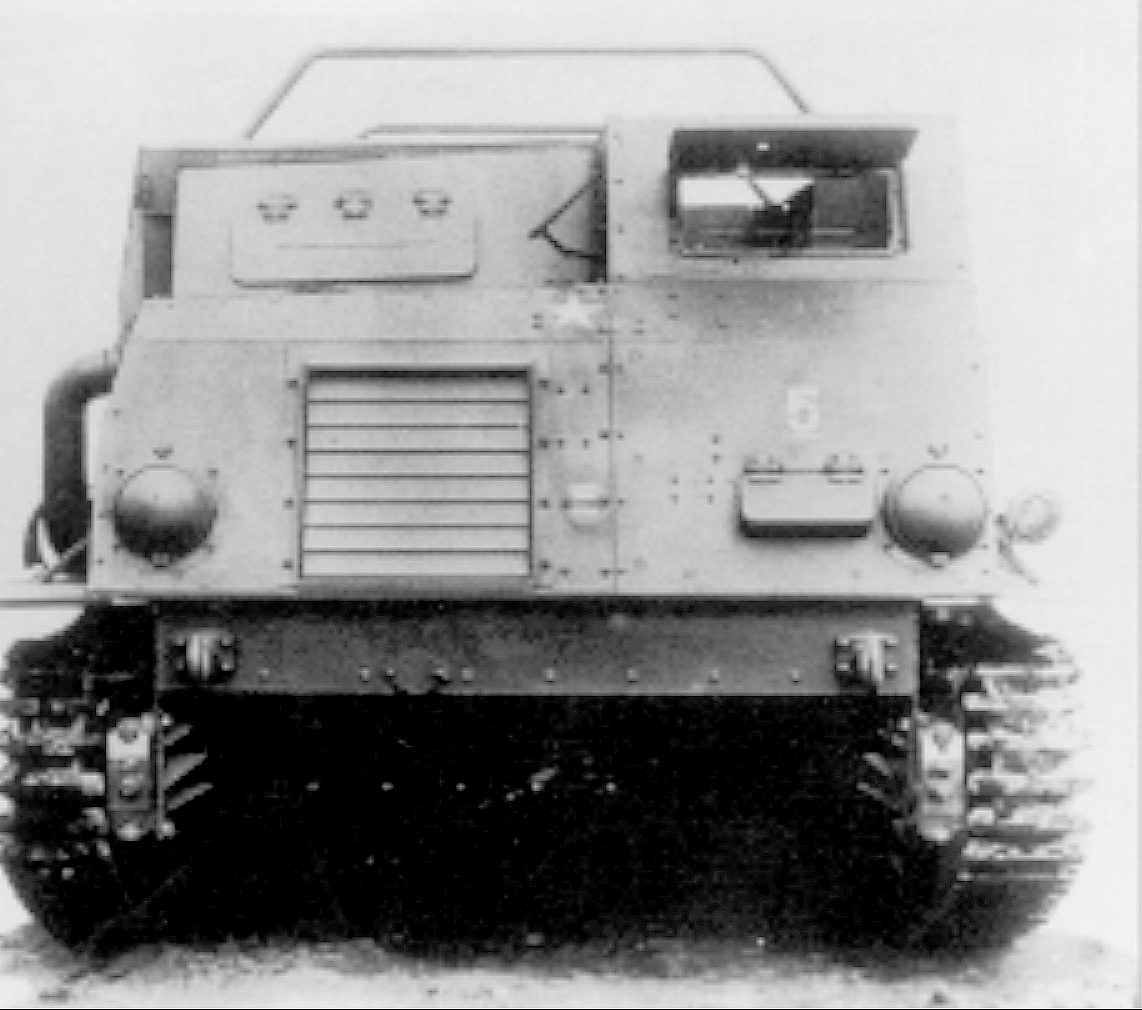
Хо-Ки спереди. 1941

Корпус бронетранспортера-тягача технологически делился на две секции. В передней части, со смещением влево размещалась кабина водителя, который следил за дорогой через большие смотровые люки, защищенные бронированными крышками. Справа от него, размещалось моторно-трансмиссионное отделение. Транспортер оснащался 6-цилиндровым дизельным двигателем мощностью 90 л. с. с воздушной системой охлаждения. Рядом находилось два топливных бака на 189 и 227 литров. Для забора воздуха в лобовой части корпуса и в правом борту установили бронированные жалюзи. Выхлопная труба также выводилась на правый борт. На переднем наклонном бронелисте крепились две фары дальнего света. Также была разработана модель корпуса с двухскатными бортами, но в серийное производство она не поступила.

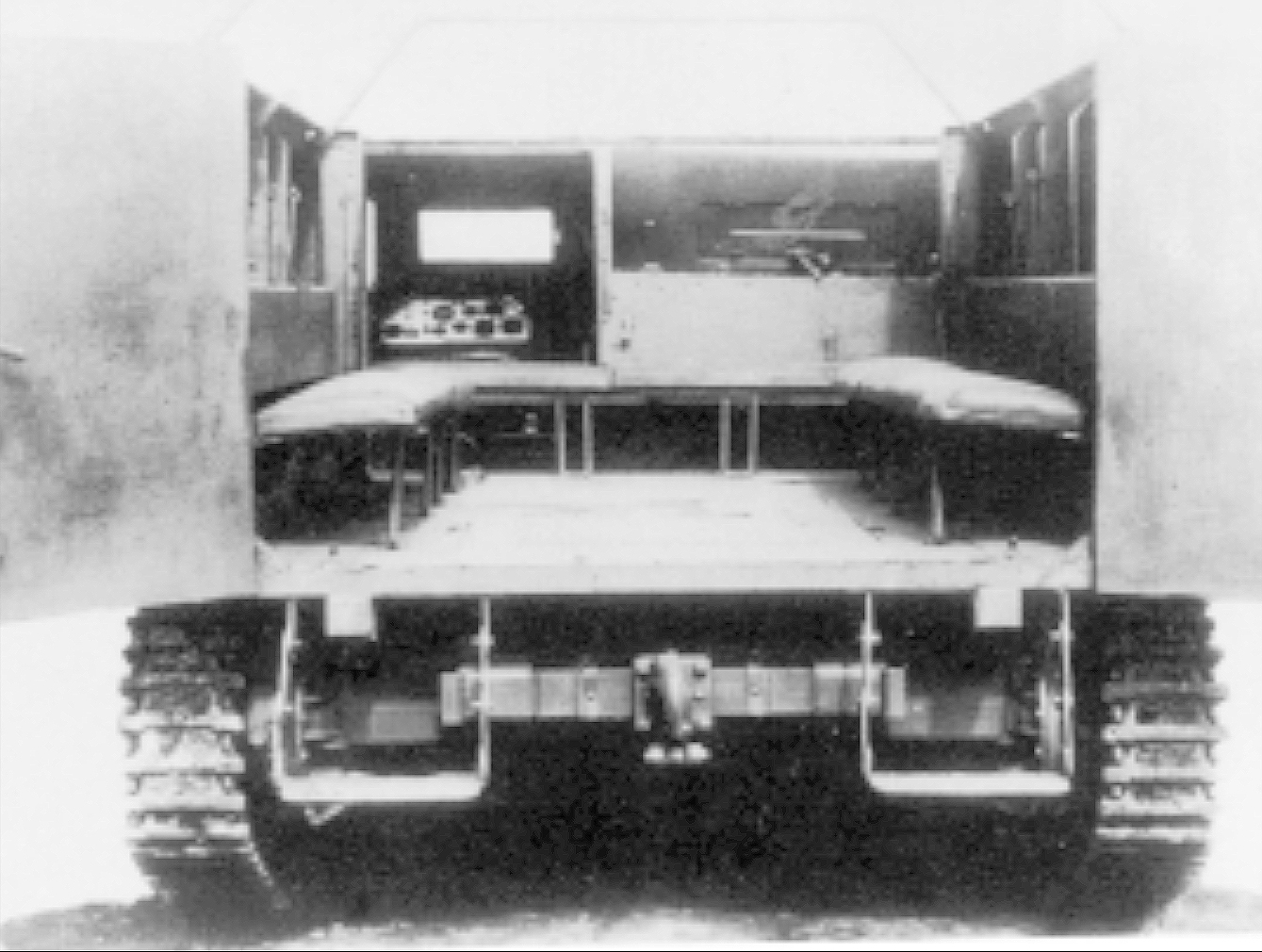
Хо-Ки сзади. 1941

Ходовая часть «Хо-Ки» состояла из 8 обрезиненных опорных катков и 2 поддерживающих колес (по 4 и 2 на каждый борт соответственно), передних направляющих колес, ведущих колес заднего расположения и мелкозвенчатой гусеницы с металлическими траками. Опорные катки оснащались пружинной подвеской и заимствовались от лёгкого танка Тип 95 «Ха-го».

## Применение

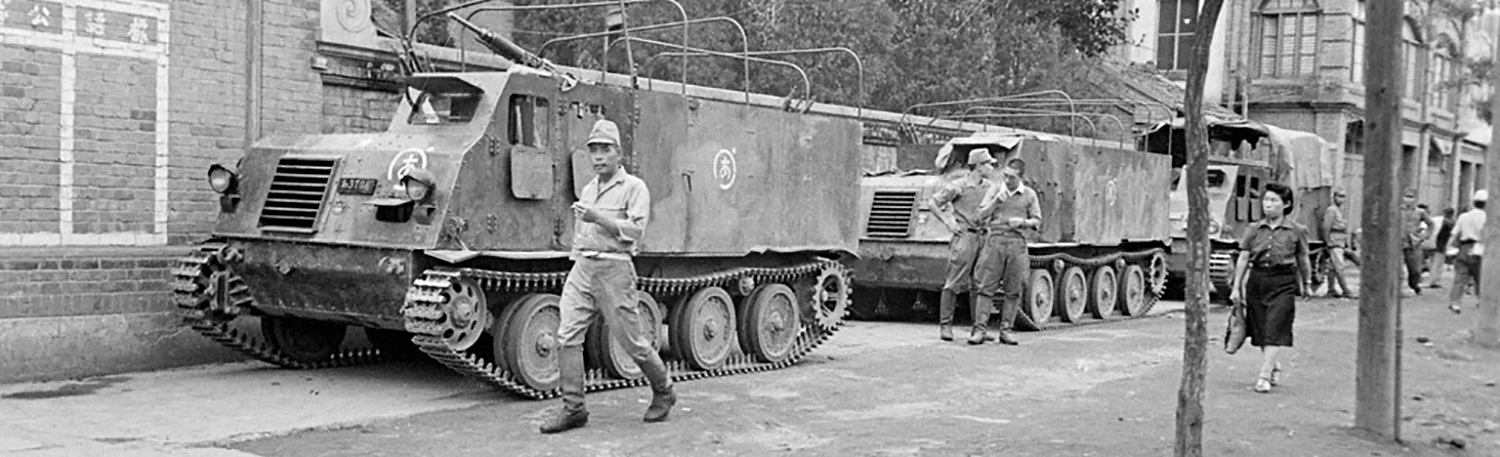
Бронетранспортеры Хо-Ки в Китае, 1945 год

Первая партия бронетранспортёров была направлена в войска, действовавшие в Китае. Позже Тип 1 Хо-Ки были задействованы в Бирме и на Филиппинах в 1944 году. Подразделения 2-й танковой дивизии были переведены в 14-ю армию и отправлены на Филиппины, где были развернуты на острове Лусон. 2-й танковая дивизия испытывала нехватку бронетранспортёров, поэтому по меньшей мере четыре единицы Хо-Ки использовались для перемещения войск на Лусоне во время сражений на Филиппинах.
После капитуляции Японии вся боевая техника была захвачена американскими войсками, но спустя некоторое время «Хо-Ки» стали передаваться силам самообороны. В составе новой японской армии эти машины продолжали использоваться вплоть до начала 1960-х гг.